# Indikace (lékařství)
Indikace je v medicíně platný důvod pro použití určitého testu, medikace, výkonu atd. Opakem je kontraindikace (situace, kdy se určitý výkon, medikace apod. nesmí použít). Indikace i kontraindikace jsou uvedeny v žádosti o registraci léčiva a jsou předmětem povolovacího procesu.
V USA je indikace medikací přísně regulována FDA, součástí této regulace jsou informace v příbalovém letáku léčivých přípravků označené jako „Indikace a použití“. Většina zemí a jurisdikcí má ustavenu nějakou autoritu, která má na starosti schvalování léčiv pro konkrétní indikace na základě jejich relativní bezpečnosti a účinnosti. V Evropské unii je touto autoritou Evropská léková agentura; své orgány mají i členské státy, v případě Česka je to Státní ústav pro kontrolu léčiv.

## Registrované léky
V ČR předepisovat, uvádět do oběhu a používat lze zásadně  tzv. registrované humánní léčivé přípravky (léky). Výjimkou je užití registrovaného léku jiným způsobem a užití neregistrovaného léku. Právo vybavit pacienta léčivými přípravky lze zásadně pouze v lékárnách. Pouze v případě, že zdravotní stav pacienta nezbytně vyžaduje bezodkladné užívání léku a vzhledem k místní nebo časové nedostupnosti lékárenské péče lze vybavit lékem i jinak (např. přímo u lékaře).

## Užití léku mimo schválené indikace
Je-li určitý registrovaný léčivý přípravek předepsán nebo užíván mimo schválené indikace, pak takové použití se označuje jako „užití registrovaného léčivého přípravku jiným způsobem", tj. není v souladu se souhrnem údajů o přípravku. Podmínkou preskripce je, že tento jiný způsob užití je dostatečně odůvodněn vědeckými poznatky“.. V odborné literatuře je pro výše zmíněný způsob použití léčiv nejčastěji užíván termíny „unlicensed“ a „off-label“.  Na rozdíl od užití neregistrovaného léku není užití omezeno jen na jednotlivé případy. 
V případě registrace nové indikace léku  obsahujícího dobře zavedenou látku, u kterého byly provedeny  předklinické zkoušky nebo klinické studie ve vztahu k nové indikaci, nesmí vzít SÚKL  v úvahu výsledky těchto studií při registraci jiným žadatelem po dobu 1 roku od udělení registrace pro jiný lék s danou indikací.

## Užití neregistrovaného léku
Ošetřující lékař může za účelem poskytnutí optimálních zdravotních služeb předepsat a použít i léčivé přípravky neregistrované.. Podmínkou je, že   není distribuován  v České republice registrovaný léčivý přípravek odpovídajícího složení nebo obdobných terapeutických vlastností a současně musí jít buď o již lék registrovaný v jiném státě, nebo o přípravek pro moderní terapie, jehož výrobce má souhlas Státního ústavu pro kontrolu léčiv a dále je užití dostatečně odůvodněn vědeckými poznatky a současně nejde o léčivý přípravek obsahující geneticky modifikovaný organismus. 
Hodlá-li ošetřující lékař předepsat nebo použít neregistrovaný léčivý přípravek nebo použít registrovaný léčivý přípravek způsobem, seznámí s důsledky léčby pacienta, popřípadě jeho zákonného zástupce. Předepsání a použití neregistrovaného léčivého přípravku ošetřující lékař se oznamuje Státnímu ústavu pro kontrolu léčiv.